# Bronze Nazareth
Bronze Nazareth (Michigan, 8 dicembre 1979) è un rapper e produttore statunitense.
Bronze comincia la sua carriera a sedici anni, formando, con alcuni amici del liceo, The South House Click, primo passo verso il suo futuro musicale. Nonostante la buona volontà però il gruppo non riesce a cogliere nessuna grande occasione. Attualmente non esiste nessuna registrazione ufficiale della S.H.C. Nel 2002 Bronze pubblica un demo su Internet intitolato The Unknown - Death's Birth: The Grip Of Behemoths.
Dopo essere diventato, anche grazie all'aiuto dell'artista Cilvaringz, membro della Wu-Fam, Bronze si mette subito in gioco. Le sue prime produzioni effettive vanno collegate a Birth of a Prince, disco solista di RZA del Wu-Tang Clan.
Nel 2005 Nazareth dà vita a diverse strumentali su album quali Wu-Tang Meets the Indie Culture, compilation del Wu-Tang Clan e artisti underground (Aesop Rock, Planet Asia ecc.) e State of the Arts di Afu-Ra.
Nel 2006, invece, pubblica il suo primo disco solista, The Great Migration, supportato da alcuni membri della Wu-Fam. Lo stesso anno produce alcuni pezzi per Made in Brooklyn, secondo disco del rapper Masta Killa (Wu-Tang Clan). Lavoro pure con suo proprio gruppo Wisemen da 2005 in più. In 2011, collabora con il gruppo Italiano Project Manzu. Continua a pubblicare album dopo album, come collaboratore e da solo.

## Album
- 2005: Thought for food Vl.1
- 2006: The Great Migration
- 2008: Thought for food Vl.2
- 2011: School for the Blindmen